# Maquassi Hills
Maquassi Hills es un municipio local sudafricano situado en el distrito de Dr Kenneth Kaunda, en la provincia de Noroeste.

## Superficie
Maquassi Hills tiene una superficie de 4671 km².

## Demografía
En 2022, tenía 90 302 habitantes, una densidad poblacional de 19,33 hab./km², y 25 067 viviendas.